# 弗鲁瓦德维尔
弗鲁瓦德维尔（法語：Froideville）是瑞士联邦西部法语区的沃州下设的一个镇。在行政上属于沃州格罗区管辖。弗鲁瓦德维尔的总面积为7.08平方公里。截至2010年底，总人口为1,758。